# Litcham
Litcham är en ort och civil parish i Storbritannien.   Den ligger i grevskapet Norfolk och riksdelen England, i den sydöstra delen av landet, 150 km norr om huvudstaden London. Litcham ligger 58 meter över havet och antalet invånare är 592.
Terrängen runt Litcham är platt. Runt Litcham är det ganska tätbefolkat, med 96 invånare per kvadratkilometer. Närmaste större samhälle är East Dereham, 10,6 km öster om Litcham. Trakten runt Litcham består till största delen av jordbruksmark.